# Sergei Zenjov
Sergei Zenjov (Pärnu, 20 aprile 1989) è un calciatore estone, attaccante del Flora Tallinn e della nazionale estone.

## Caratteristiche tecniche
Può giocare come esterno d'attacco o come punta. Giocatore molto cinico sotto porta.

## Carriera

### Club
Zenjov comincia la carriera nel Vaprus Pärnu squadra della sua città natale. Poi ha girato un po' in tutta Europa giocando nel Karpaty Lviv, nel Blackpool e nel Torpedo Mosca. Nel luglio del 2015 firma un contratto con l'ambiziosa società azera del Qabala, con cui giocherà i preliminari di Europa League. Zenjov dà un contributo fondamentale alla squadra riuscendo a superare tutti i turni preliminari e trascinando il Qabala alla fase a gironi dell'Europa League.

### Nazionale
Debutta in nazionale maggiore il 24 agosto 2008 contro Malta. Il 23 settembre 2022, sempre contro Malta, raggiunge quota 100 presenze.

## Statistiche

### Cronologia presenze e reti in nazionale
| Cronologia completa delle presenze e delle reti in nazionale ― Estonia | Cronologia completa delle presenze e delle reti in nazionale ― Estonia | Cronologia completa delle presenze e delle reti in nazionale ― Estonia | Cronologia completa delle presenze e delle reti in nazionale ― Estonia | Cronologia completa delle presenze e delle reti in nazionale ― Estonia | Cronologia completa delle presenze e delle reti in nazionale ― Estonia | Cronologia completa delle presenze e delle reti in nazionale ― Estonia | Cronologia completa delle presenze e delle reti in nazionale ― Estonia |
| Data                                                                   | Città                                                                  | In casa                                                                | Risultato                                                              | Ospiti                                                                 | Competizione                                                           | Reti                                                                   | Note                                                                   |
| ---------------------------------------------------------------------- | ---------------------------------------------------------------------- | ---------------------------------------------------------------------- | ---------------------------------------------------------------------- | ---------------------------------------------------------------------- | ---------------------------------------------------------------------- | ---------------------------------------------------------------------- | ---------------------------------------------------------------------- |
| 20-8-2008                                                              | Tallinn                                                                | Estonia                                                                | 2 – 1                                                                  | Malta                                                                  | Amichevole                                                             | -                                                                      | 60’                                                                    |
| 6-9-2008                                                               | Liegi                                                                  | Belgio                                                                 | 3 – 2                                                                  | Estonia                                                                | Qual. Mondiali 2010                                                    | 1                                                                      | 60’                                                                    |
| 15-10-2008                                                             | Tallinn                                                                | Estonia                                                                | 0 – 0                                                                  | Turchia                                                                | Qual. Mondiali 2010                                                    | -                                                                      | 61’                                                                    |
| 11-2-2009                                                              | Tallinn                                                                | Estonia                                                                | 0 – 2                                                                  | Kazakistan                                                             | Amichevole                                                             | -                                                                      | 45’                                                                    |
| 28-3-2009                                                              | Erevan                                                                 | Armenia                                                                | 2 – 2                                                                  | Estonia                                                                | Qual. Mondiali 2010                                                    | 1                                                                      | 63’                                                                    |
| 1-4-2009                                                               | Tallinn                                                                | Estonia                                                                | 1 – 0                                                                  | Armenia                                                                | Qual. Mondiali 2010                                                    | -                                                                      | 61’                                                                    |
| 6-6-2009                                                               | Tallinn                                                                | Estonia                                                                | 3 – 0                                                                  | Guinea Equatoriale                                                     | Amichevole                                                             | 1                                                                      | 45’                                                                    |
| 10-6-2009                                                              | Tallinn                                                                | Estonia                                                                | 0 – 0                                                                  | Portogallo                                                             | Amichevole                                                             | -                                                                      | 70’                                                                    |
| 12-8-2009                                                              | Tallinn                                                                | Estonia                                                                | 0 – 1                                                                  | Brasile                                                                | Amichevole                                                             | -                                                                      | 61’                                                                    |
| 5-9-2009                                                               | Kayseri                                                                | Turchia                                                                | 4 – 2                                                                  | Estonia                                                                | Qual. Mondiali 2010                                                    | -                                                                      | 53’                                                                    |
| 9-9-2009                                                               | Mérida                                                                 | Spagna                                                                 | 3 – 0                                                                  | Estonia                                                                | Qual. Mondiali 2010                                                    | -                                                                      | 45’                                                                    |
| 3-9-2010                                                               | Tallinn                                                                | Estonia                                                                | 1 – 2                                                                  | Italia                                                                 | Qual. Euro 2012                                                        | 1                                                                      | 64’                                                                    |
| 7-9-2010                                                               | Tallinn                                                                | Estonia                                                                | 3 – 3                                                                  | Uzbekistan                                                             | Amichevole                                                             | -                                                                      | 57’                                                                    |
| 8-10-2010                                                              | Belgrado                                                               | Serbia                                                                 | 1 – 3                                                                  | Estonia                                                                | Qual. Euro 2012                                                        | -                                                                      | 87’                                                                    |
| 12-10-2010                                                             | Tallinn                                                                | Estonia                                                                | 0 – 1                                                                  | Slovenia                                                               | Qual. Euro 2012                                                        | -                                                                      | 59’                                                                    |
| 3-6-2011                                                               | Modena                                                                 | Italia                                                                 | 3 – 0                                                                  | Estonia                                                                | Qual. Euro 2012                                                        | -                                                                      | 58’                                                                    |
| 7-6-2011                                                               | Tórshavn                                                               | Fær Øer                                                                | 2 – 0                                                                  | Estonia                                                                | Qual. Euro 2012                                                        | -                                                                      | 46’                                                                    |
| 10-8-2011                                                              | Istanbul                                                               | Turchia                                                                | 3 – 0                                                                  | Estonia                                                                | Amichevole                                                             | -                                                                      | 63’                                                                    |
| 2-9-2011                                                               | Lubiana                                                                | Slovenia                                                               | 1 – 2                                                                  | Estonia                                                                | Qual. Euro 2012                                                        | -                                                                      | 61’                                                                    |
| 6-9-2011                                                               | Tallinn                                                                | Estonia                                                                | 4 – 1                                                                  | Irlanda del Nord                                                       | Qual. Euro 2012                                                        | 1                                                                      | 53’                                                                    |
| 7-10-2011                                                              | Belfast                                                                | Irlanda del Nord                                                       | 1 – 2                                                                  | Estonia                                                                | Qual. Euro 2012                                                        | -                                                                      | 45’ 48’                                                                |
| 22-3-2013                                                              | Amsterdam                                                              | Paesi Bassi                                                            | 3 – 0                                                                  | Estonia                                                                | Qual. Mondiali 2014                                                    | -                                                                      | 45’                                                                    |
| 26-3-2013                                                              | Tallinn                                                                | Estonia                                                                | 2 – 0                                                                  | Andorra                                                                | Qual. Mondiali 2014                                                    | -                                                                      | 76’                                                                    |
| 7-6-2013                                                               | Tallinn                                                                | Estonia                                                                | 1 – 0                                                                  | Trinidad e Tobago                                                      | Amichevole                                                             | -                                                                      | 57’                                                                    |
| 11-6-2013                                                              | Tallinn                                                                | Estonia                                                                | 1 – 1                                                                  | Kirghizistan                                                           | Amichevole                                                             | -                                                                      |                                                                        |
| 14-8-2013                                                              | Tallinn                                                                | Estonia                                                                | 1 – 1                                                                  | Lettonia                                                               | Amichevole                                                             | -                                                                      | 45’                                                                    |
| 6-9-2013                                                               | Tallinn                                                                | Estonia                                                                | 2 – 2                                                                  | Paesi Bassi                                                            | Qual. Mondiali 2014                                                    | -                                                                      | 56’                                                                    |
| 10-9-2013                                                              | Budapest                                                               | Ungheria                                                               | 5 – 1                                                                  | Estonia                                                                | Qual. Mondiali 2014                                                    | -                                                                      | 45’                                                                    |
| 11-10-2013                                                             | Tallinn                                                                | Estonia                                                                | 0 – 2                                                                  | Turchia                                                                | Qual. Mondiali 2014                                                    | -                                                                      |                                                                        |
| 15-10-2013                                                             | Bucarest                                                               | Romania                                                                | 2 – 0                                                                  | Estonia                                                                | Qual. Mondiali 2014                                                    | -                                                                      | 45’                                                                    |
| 15-11-2013                                                             | Tallinn                                                                | Estonia                                                                | 2 – 1                                                                  | Azerbaigian                                                            | Amichevole                                                             | 1                                                                      | 65’                                                                    |
| 19-11-2013                                                             | Vaduz                                                                  | Liechtenstein                                                          | 0 – 3                                                                  | Estonia                                                                | Amichevole                                                             | 1                                                                      |                                                                        |
| 29-5-2014                                                              | Liepāja                                                                | Lettonia                                                               | 0 – 0 (4 - 2 dtr)                                                      | Estonia                                                                | Amichevole                                                             | -                                                                      | 36’                                                                    |
| 4-9-2014                                                               | Stoccolma                                                              | Svezia                                                                 | 2 – 0                                                                  | Estonia                                                                | Amichevole                                                             | -                                                                      | 65’                                                                    |
| 8-9-2014                                                               | Tallinn                                                                | Estonia                                                                | 1 – 0                                                                  | Slovenia                                                               | Qual. Euro 2016                                                        | -                                                                      |                                                                        |
| 9-10-2014                                                              | Vilnius                                                                | Lituania                                                               | 1 – 0                                                                  | Estonia                                                                | Qual. Euro 2016                                                        | -                                                                      | 33’ 64’                                                                |
| 12-10-2014                                                             | Tallinn                                                                | Estonia                                                                | 0 – 1                                                                  | Inghilterra                                                            | Qual. Euro 2016                                                        | -                                                                      | 80’                                                                    |
| 12-11-2014                                                             | Oslo                                                                   | Norvegia                                                               | 0 – 1                                                                  | Estonia                                                                | Amichevole                                                             | -                                                                      | 45’                                                                    |
| 15-11-2014                                                             | Serravalle                                                             | San Marino                                                             | 0 – 0                                                                  | Estonia                                                                | Qual. Euro 2016                                                        | -                                                                      |                                                                        |
| 27-12-2014                                                             | Doha                                                                   | Qatar                                                                  | 3 – 0                                                                  | Estonia                                                                | Amichevole                                                             | -                                                                      | 65’                                                                    |
| 27-3-2015                                                              | Lucerna                                                                | Svizzera                                                               | 3 – 0                                                                  | Estonia                                                                | Qual. Euro 2016                                                        | -                                                                      | 44’ 87’                                                                |
| 31-3-2015                                                              | Tallinn                                                                | Estonia                                                                | 1 – 1                                                                  | Islanda                                                                | Amichevole                                                             | -                                                                      | 12’                                                                    |
| 9-6-2015                                                               | Turku                                                                  | Finlandia                                                              | 0 – 2                                                                  | Estonia                                                                | Amichevole                                                             | -                                                                      | 79’                                                                    |
| 14-6-2015                                                              | Tallinn                                                                | Estonia                                                                | 2 – 0                                                                  | San Marino                                                             | Qual. Euro 2016                                                        | 2                                                                      | 89’                                                                    |
| 5-9-2015                                                               | Tallinn                                                                | Estonia                                                                | 1 – 0                                                                  | Lituania                                                               | Qual. Euro 2016                                                        | -                                                                      |                                                                        |
| 8-9-2015                                                               | Maribor                                                                | Slovenia                                                               | 1 – 0                                                                  | Estonia                                                                | Qual. Euro 2016                                                        | -                                                                      | 45’                                                                    |
| 9-10-2015                                                              | Londra                                                                 | Inghilterra                                                            | 2 – 0                                                                  | Estonia                                                                | Qual. Euro 2016                                                        | -                                                                      |                                                                        |
| 12-10-2015                                                             | Tallinn                                                                | Estonia                                                                | 0 – 1                                                                  | Svizzera                                                               | Qual. Euro 2016                                                        | -                                                                      | 61’                                                                    |
| 24-3-2016                                                              | Tallinn                                                                | Estonia                                                                | 0 – 0                                                                  | Norvegia                                                               | Amichevole                                                             | -                                                                      |                                                                        |
| 29-3-2016                                                              | Tallinn                                                                | Estonia                                                                | 0 – 1                                                                  | Serbia                                                                 | Amichevole                                                             | -                                                                      | 82’                                                                    |
| 31-8-2016                                                              | Pärnu                                                                  | Estonia                                                                | 1 – 1                                                                  | Malta                                                                  | Amichevole                                                             | 1                                                                      |                                                                        |
| 6-9-2016                                                               | Zenica                                                                 | Bosnia ed Erzegovina                                                   | 5 – 0                                                                  | Estonia                                                                | Qual. Mondiali 2018                                                    | -                                                                      | 71’                                                                    |
| 7-10-2016                                                              | Tallinn                                                                | Estonia                                                                | 4 – 0                                                                  | Gibilterra                                                             | Qual. Mondiali 2018                                                    | -                                                                      | 65’                                                                    |
| 10-10-2016                                                             | Tallinn                                                                | Estonia                                                                | 0 – 2                                                                  | Grecia                                                                 | Qual. Mondiali 2018                                                    | -                                                                      |                                                                        |
| 25-3-2017                                                              | Nicosia                                                                | Cipro                                                                  | 0 – 0                                                                  | Estonia                                                                | Qual. Mondiali 2018                                                    | -                                                                      | 79’                                                                    |
| 28-3-2017                                                              | Tallinn                                                                | Estonia                                                                | 3 – 0                                                                  | Croazia                                                                | Amichevole                                                             | 1                                                                      | 70’                                                                    |
| 9-6-2017                                                               | Tallinn                                                                | Estonia                                                                | 0 – 2                                                                  | Belgio                                                                 | Qual. Mondiali 2018                                                    | -                                                                      | 79’                                                                    |
| 12-6-2017                                                              | Riga                                                                   | Lettonia                                                               | 1 – 2                                                                  | Estonia                                                                | Amichevole                                                             | 1                                                                      | 45’                                                                    |
| 31-8-2017                                                              | Pireo                                                                  | Grecia                                                                 | 0 – 0                                                                  | Estonia                                                                | Qual. Mondiali 2018                                                    | -                                                                      |                                                                        |
| 3-9-2017                                                               | Tallinn                                                                | Estonia                                                                | 1 – 0                                                                  | Cipro                                                                  | Qual. Mondiali 2018                                                    | -                                                                      | 78’                                                                    |
| 7-10-2017                                                              | Faro                                                                   | Gibilterra                                                             | 0 – 6                                                                  | Estonia                                                                | Qual. Mondiali 2018                                                    | 1                                                                      | 23’ 58’                                                                |
| 10-10-2017                                                             | Tallinn                                                                | Estonia                                                                | 1 – 2                                                                  | Bosnia ed Erzegovina                                                   | Qual. Mondiali 2018                                                    | -                                                                      | 69’                                                                    |
| 9-11-2017                                                              | Helsinki                                                               | Finlandia                                                              | 3 – 0                                                                  | Estonia                                                                | Amichevole                                                             | -                                                                      | 45’                                                                    |
| 12-11-2017                                                             | Attard                                                                 | Malta                                                                  | 0 – 3                                                                  | Estonia                                                                | Amichevole                                                             | -                                                                      | 78’                                                                    |
| 24-3-2018                                                              | Erevan                                                                 | Armenia                                                                | 0 – 0                                                                  | Estonia                                                                | Amichevole                                                             | -                                                                      | 63’                                                                    |
| 27-3-2018                                                              | Tbilisi                                                                | Georgia                                                                | 2 – 0                                                                  | Estonia                                                                | Amichevole                                                             | -                                                                      |                                                                        |
| 30-5-2018                                                              | Rakvere                                                                | Estonia                                                                | 2 – 0                                                                  | Lituania                                                               | Amichevole                                                             | -                                                                      | 62’                                                                    |
| 2-6-2018                                                               | Riga                                                                   | Lettonia                                                               | 1 – 0                                                                  | Estonia                                                                | Amichevole                                                             | -                                                                      | 71’                                                                    |
| 9-6-2018                                                               | Tallinn                                                                | Estonia                                                                | 1 – 3                                                                  | Marocco                                                                | Amichevole                                                             | -                                                                      | 84’                                                                    |
| 8-9-2018                                                               | Tallinn                                                                | Estonia                                                                | 0 – 1                                                                  | Grecia                                                                 | UEFA Nations League 2018-2019 - 1º turno                               | -                                                                      | 63’                                                                    |
| 11-9-2018                                                              | Turku                                                                  | Finlandia                                                              | 1 – 0                                                                  | Estonia                                                                | UEFA Nations League 2018-2019 - 1º turno                               | -                                                                      | 83’ 87’                                                                |
| 12-10-2018                                                             | Tallinn                                                                | Estonia                                                                | 0 – 1                                                                  | Finlandia                                                              | UEFA Nations League 2018-2019 - 1º turno                               | -                                                                      | 31’ 60’                                                                |
| 15-11-2018                                                             | Budapest                                                               | Ungheria                                                               | 2 – 0                                                                  | Estonia                                                                | UEFA Nations League 2018-2019 - 1º turno                               | -                                                                      | 61’                                                                    |
| 18-11-2018                                                             | Atene                                                                  | Grecia                                                                 | 0 – 1                                                                  | Estonia                                                                | UEFA Nations League 2018-2019 - 1º turno                               | -                                                                      | 81’                                                                    |
| 21-3-2019                                                              | Belfast                                                                | Irlanda del Nord                                                       | 2 – 0                                                                  | Estonia                                                                | Qual. Euro 2020                                                        | -                                                                      | 76’                                                                    |
| 26-3-2019                                                              | Gibilterra                                                             | Gibilterra                                                             | 0 – 1                                                                  | Estonia                                                                | Amichevole                                                             | -                                                                      | 78’                                                                    |
| 8-6-2019                                                               | Tallinn                                                                | Estonia                                                                | 1 – 2                                                                  | Irlanda del Nord                                                       | Qual. Euro 2020                                                        | -                                                                      |                                                                        |
| 11-6-2019                                                              | Magonza                                                                | Germania                                                               | 8 – 0                                                                  | Estonia                                                                | Qual. Euro 2020                                                        | -                                                                      | 71’                                                                    |
| 6-9-2019                                                               | Tallinn                                                                | Estonia                                                                | 1 – 2                                                                  | Bielorussia                                                            | Qual. Euro 2020                                                        | -                                                                      |                                                                        |
| 9-9-2019                                                               | Tallinn                                                                | Estonia                                                                | 0 – 4                                                                  | Paesi Bassi                                                            | Qual. Euro 2020                                                        | -                                                                      | 60’                                                                    |
| 10-10-2019                                                             | Minsk                                                                  | Bielorussia                                                            | 0 – 0                                                                  | Estonia                                                                | Qual. Euro 2020                                                        | -                                                                      | 59’                                                                    |
| 13-10-2019                                                             | Tallinn                                                                | Estonia                                                                | 0 – 3                                                                  | Germania                                                               | Qual. Euro 2020                                                        | -                                                                      | 56’                                                                    |
| 14-11-2019                                                             | Zaporižžja                                                             | Ucraina                                                                | 1 – 0                                                                  | Estonia                                                                | Amichevole                                                             | -                                                                      | 62’ 87’                                                                |
| 19-11-2019                                                             | Amsterdam                                                              | Paesi Bassi                                                            | 5 – 0                                                                  | Estonia                                                                | Qual. Euro 2020                                                        | -                                                                      | 76’                                                                    |
| 5-9-2020                                                               | Tallinn                                                                | Estonia                                                                | 0 – 1                                                                  | Georgia                                                                | UEFA Nations League 2020-2021 - 1º turno                               | -                                                                      | 29’ 71’                                                                |
| 15-11-2020                                                             | Skopje                                                                 | Macedonia del Nord                                                     | 2 – 1                                                                  | Estonia                                                                | UEFA Nations League 2020-2021 - 1º turno                               | -                                                                      | 63’                                                                    |
| 18-11-2020                                                             | Tbilisi                                                                | Georgia                                                                | 0 – 0                                                                  | Estonia                                                                | UEFA Nations League 2020-2021 - 1º turno                               | -                                                                      | 79’                                                                    |
| 2-9-2021                                                               | Tallinn                                                                | Estonia                                                                | 2 – 5                                                                  | Belgio                                                                 | Qual. Mondiali 2022                                                    | -                                                                      | 86’                                                                    |
| 5-9-2021                                                               | Tallinn                                                                | Estonia                                                                | 0 – 1                                                                  | Irlanda del Nord                                                       | Amichevole                                                             | -                                                                      | 76’ 79’                                                                |
| 8-10-2021                                                              | Tallinn                                                                | Estonia                                                                | 2 – 0                                                                  | Bielorussia                                                            | Qual. Mondiali 2022                                                    | 1                                                                      | 70’                                                                    |
| 11-10-2021                                                             | Tallinn                                                                | Estonia                                                                | 0 – 1                                                                  | Galles                                                                 | Qual. Mondiali 2022                                                    | -                                                                      | 82’                                                                    |
| 13-11-2021                                                             | Bruxelles                                                              | Belgio                                                                 | 3 – 1                                                                  | Estonia                                                                | Qual. Mondiali 2022                                                    | -                                                                      | 67’                                                                    |
| 16-11-2021                                                             | Praga                                                                  | Rep. Ceca                                                              | 2 – 0                                                                  | Estonia                                                                | Qual. Mondiali 2022                                                    | -                                                                      | 76’                                                                    |
| 24-3-2022                                                              | Tallinn                                                                | Estonia                                                                | 0 – 0                                                                  | Cipro                                                                  | UEFA Nations League 2020-2021 - Play-out                               | -                                                                      | 72’                                                                    |
| 29-3-2022                                                              | Nicosia                                                                | Cipro                                                                  | 2 – 0                                                                  | Estonia                                                                | UEFA Nations League 2020-2021 - Play-out                               | -                                                                      | 45’                                                                    |
| 2-6-2022                                                               | Tallinn                                                                | Estonia                                                                | 2 – 0                                                                  | San Marino                                                             | UEFA Nations League 2022-2023 - 1º turno                               | -                                                                      | 85’                                                                    |
| 5-6-2022                                                               | Pamplona                                                               | Argentina                                                              | 5 – 0                                                                  | Estonia                                                                | Amichevole                                                             | -                                                                      | 45’                                                                    |
| 9-6-2022                                                               | Attard                                                                 | Malta                                                                  | 1 – 2                                                                  | Estonia                                                                | UEFA Nations League 2022-2023 - 1º turno                               | -                                                                      | 60’ 90’                                                                |
| 13-6-2022                                                              | Tirana                                                                 | Albania                                                                | 0 – 0                                                                  | Estonia                                                                | Amichevole                                                             | -                                                                      | 58’                                                                    |
| 23-9-2022                                                              | Tallinn                                                                | Estonia                                                                | 2 – 1                                                                  | Malta                                                                  | UEFA Nations League 2022-2023 - 1º turno                               | -                                                                      | 73’ 90’                                                                |
| 16-11-2022                                                             | Riga                                                                   | Lettonia                                                               | 1 – 1                                                                  | Estonia                                                                | Amichevole                                                             | 1                                                                      |                                                                        |
| 19-11-2022                                                             | Tallinn                                                                | Estonia                                                                | 2 – 0                                                                  | Lituania                                                               | Amichevole                                                             | 1                                                                      | 65’                                                                    |
| 8-1-2023                                                               | Albufeira                                                              | Islanda                                                                | 1 – 1                                                                  | Estonia                                                                | Amichevole                                                             | 1                                                                      | 75’                                                                    |
| 12-1-2023                                                              | Albufeira                                                              | Finlandia                                                              | 0 – 1                                                                  | Estonia                                                                | Amichevole                                                             | -                                                                      | 66’                                                                    |
| 23-3-2023                                                              | Budapest                                                               | Ungheria                                                               | 1 – 0                                                                  | Estonia                                                                | Amichevole                                                             | -                                                                      | 45’                                                                    |
| 27-3-2023                                                              | Linz                                                                   | Austria                                                                | 2 – 1                                                                  | Estonia                                                                | Qual. Euro 2024                                                        | -                                                                      | 90’                                                                    |
| 9-9-2023                                                               | Tallinn                                                                | Estonia                                                                | 0 – 5                                                                  | Svezia                                                                 | Qual. Euro 2024                                                        | -                                                                      | 46’                                                                    |
| 12-9-2023                                                              | Bruxelles                                                              | Belgio                                                                 | 5 – 0                                                                  | Estonia                                                                | Qual. Euro 2024                                                        | -                                                                      | 67’                                                                    |
| 13-10-2023                                                             | Tallinn                                                                | Estonia                                                                | 0 – 2                                                                  | Azerbaigian                                                            | Qual. Euro 2024                                                        | -                                                                      | 63’                                                                    |
| 17-10-2023                                                             | Tallinn                                                                | Estonia                                                                | 1 – 1                                                                  | Thailandia                                                             | Amichevole                                                             | -                                                                      | 64’                                                                    |
| 16-11-2023                                                             | Tallinn                                                                | Estonia                                                                | 0 – 2                                                                  | Austria                                                                | Qual. Euro 2024                                                        | -                                                                      | 71’                                                                    |
| 19-11-2023                                                             | Solna                                                                  | Svezia                                                                 | 2 – 0                                                                  | Estonia                                                                | Qual. Euro 2024                                                        | -                                                                      | 56’                                                                    |
| 12-1-2024                                                              | Paphos                                                                 | Svezia                                                                 | 2 – 1                                                                  | Estonia                                                                | Amichevole                                                             | -                                                                      | 46’                                                                    |
| 11-10-2024                                                             | Tallinn                                                                | Estonia                                                                | 3 – 1                                                                  | Azerbaigian                                                            | UEFA Nations League 2024-2025 - 1º turno                               | -                                                                      | 67’                                                                    |
| Totale                                                                 |                                                                        | Presenze (10º posto)                                                   | 114                                                                    |                                                                        | Reti (7º posto)                                                        | 17                                                                     |                                                                        |

## Palmarès

### Club

#### Competizioni nazionali
- Campionato estone: 2

Flora Tallinn: 2022, 2023
- Supercoppa d'Estonia: 2

Flora Tallinn: 2021, 2024

#### Competizioni internazionali
- Coppa della Livonia: 1

Flora Tallinn: 2023

### Individuale
- Capocannoniere della Coppa del Baltico: 1

2022 (2 reti)